# گروس روزنبورگ
گروس روزنبورگ (به آلمانی: Groß Rosenburg) یک منطقهٔ مسکونی در آلمان است که در باربی واقع شده‌است. گروس روزنبورگ ۱٬۷۵۶ نفر جمعیت دارد.